# Stazione di Keiō-Yomiuri-Land
La stazione di Keiō-Yomiuri-Land  (京王よみうりランド駅?, Keiō-Yomiuri-Land-eki) è una stazione ferroviaria della città di Inagi, conurbata con Tokyo. La stazione è servita dalla linea Keiō Sagamihara della Keiō Corporation, e serve principalmente Yomiuri Land, un parco divertimenti posseduto in parte dal gruppo della testata giornalistica Yomiuri Shinbun.

## Linee
Keiō Corporation
● Linea Keiō Sagamihara

## Struttura
La stazione è realizzata in viadotto, e ospita due marciapiedi laterali con due binari passanti.
| 1 | ● Linea Keiō Sagamihara | per Keiō-Nagayama, Keiō-Tama-Center e Hashimoto                                        |
| 2 | ● Linea Keiō Sagamihara | per Chōfu, Meidaimae, Sasazuka, Shinjuku e linea Shinjuku della metropolitana di Tokyo |

## Stazioni adiacenti
| «                     | Servizio                   | »                     |
| Linea Keiō Sagamihara | Linea Keiō Sagamihara      | Linea Keiō Sagamihara |
| --------------------- | -------------------------- | --------------------- |
| Keiō-Inadazutsumi     | Locale Rapido Semiespresso | Inagi                 |
| Transito              | Espresso Espresso Limitato | Transito              |